# Élections générales sud-africaines de 1977
Les élections générales sud-africaines du 30 novembre 1977 ont été marquées par la 8e victoire consécutive du Parti national et la troisième victoire de John Vorster en tant que Premier ministre d'Afrique du Sud. 
Il s'agit de la troisième élection à La chambre de l'assemblée du parlement de 165 membres où la totalité des électeurs et des élus sont issus de la population blanche d'Afrique du Sud depuis la fin du mandat en 1970 des quatre députés représentant l'électorat coloured de la province du Cap.

## Mode de scrutin
En application du South Africa Act modifié et de la Constitution sud-africaine de 1961, seuls les blancs âgés de plus de 18 ans émargent sur les listes électorales. Plus aucune population de la communauté coloured ne participe à ces élections depuis la création du conseil représentatif des personnes de couleurs (1969-1970). 
Le mode de scrutin, appliqué depuis la formation de l'Union d'Afrique du Sud en 1910, reste celui du scrutin uninominal majoritaire à un tour par circonscriptions. 
À la suite de l'autonomie accordée au territoire du Sud-Ouest africain, les six sièges qui lui étaient attribués ont été supprimés.

## Forces politiques en présence à la veille des élections
Le Parti national est au pouvoir depuis les élections de 1948. Il est dirigé par John Vorster depuis septembre 1966. 

Son opposition parlementaire est morcelée à la suite de l'implosion et de la disparition du Parti uni. En février 1975, Harry Schwarz et 3 de ses collègues quittent le Parti uni pour former le Parti réformiste (Reform Party). Six-mois plus tard, ce parti fusionne avec le Parti progressiste (25 juillet 1975) pour former le Parti progressiste réformiste. En 1977, le Parti uni, en plein désarroi idéologique, tente de se relancer en fusionnant avec le Parti démocratique de Theo Gerdener au sein d'un nouveau mouvement politique intitulé Nouveau Parti républicain (New Republic Party). Cependant, un certain nombre de parlementaires refusent la fusion : l'aile gauche du parti uni rejoint le Parti progressiste réformiste qui devient alors le Parti progressiste fédéral (Progressive Federal Party) tandis que l'aile centriste, représenté par six députés, préfère se regrouper au sein d'un Independent United Party rebaptisé Parti sud-africain (South African Party) en référence au prédécesseur du Parti uni (assemblée du 27-28 mai 1977). 

De son côté, le Parti national reconstitué est dorénavant dirigé par Jaap Marais et représente les partisans d'un apartheid sans concessions.

## Contexte électoral
Ces nouvelles élections interviennent deux ans avant le terme de la 17e législature. Elles ont été organisées à l’initiative du gouvernement à la suite de trois années marquées par des bouleversements politiques régionaux et internationaux sans précédent pour l'Afrique du Sud qui ont pour conséquence de renforcer son isolement diplomatique. En 1975, son glacis protecteur a été profondément amputé par l'accession à l'indépendance des anciennes colonies portugaises d'Angola et du Mozambique où se sont installées des gouvernements marxistes léninistes hostiles au pays de l'apartheid. La médiation entreprise en Rhodésie par Vorster entre Ian Smith et les rebelles noirs a échoué et le pays s'est enfoncé dans la violence.

Sur le plan national, l'Afrique du Sud a été marqué par les émeutes de Soweto, les plus importantes et les plus sanglantes depuis le massacre de Sharpeville en 1960, alimentant en militants les branches armées du congrès national africain et du Congrès panafricain d'Azanie qui organisent leurs premières attaques concrètes en 10 ans sur le sol sud-africain (sabotages, attentats). La répression des forces de l'ordre sud-africaine reçoit un large écho international et de nombreuses condamnations amenant le Conseil de sécurité des Nations unies à prononcer pour la première fois des sanctions internationales obligatoires contre l'Afrique du Sud (embargo sur les ventes d'armes). 
Dans un contexte de guerre civile larvée et de condamnation internationale, le programme du Parti national est axé sur la sécurité. 

Le Parti de la nouvelle république continue d'endosser la politique des groupes raciaux mais propose de créer un nouveau parlement multiracial composé de chambres racialement séparé (blancs, coloureds, indiens et noirs urbanisés). Au contraire, le Parti progressiste-fédéral se montre partisan d'un état libéral et fédéral, respectueux des droits individuels. Il est le seul à affirmer clairement son opposition à toute politique d'apartheid même édulcorée.
Pour sa part, le Parti national reconstitué continue de militer pour l’établissement d'une république afrikaans et calviniste. 
Sur les 328 candidats qui se présentent pour tenter de ravir l'un des 165 sièges (réservés au vote des blancs), 149 sont présentés par le Parti national, 58 par le Parti progressiste-fédéral, 43 par le Parti de la Nouvelle République, 66 par le Parti national reconstitué, 7 par le Parti sud-africain et 5 se présentent en tant que candidats indépendants.

## Résultats
Si le Parti National regagne 11 sièges, il obtient le meilleur score électoral de son histoire en termes de pourcentage, bénéficiant à la fois d'un réflexe légitimiste des électeurs dans une forte période de crise et de la désorganisation de l'opposition qui peine à présenter un projet alternatif commun à l'apartheid. D'ailleurs, 43 de ses candidats ont été automatiquement élu n'ayant pas eu de candidats à affronter dans leurs circonscriptions. 
Le Parti progressiste fédéral devient le principal parti de l'opposition parlementaire (2 de ses députés sont d'ailleurs élus sans opposition) tandis que l'ex-parti uni ne sauve ses sièges que dans la province du Natal (9 sur 10). Son leader, Radclyffe Cadman, élu sortant de Durban, est cependant battu. Si le Parti sud-africain obtient 3 élus (contre 6 dans l'assemblée sortante), son leader, Myburgh Streicher, est battu dans sa circonscription de Wynberg.
Le Parti national reconstitué d'Hertzog n'obtient aucun élu. Les candidats indépendants ont rassemblé pour leur part 0,6 % des voix et un seul d'entre eux a été élu.